# Güterkontrollgesetz
Das Güterkontrollgesetz der Schweiz, mit voller Bezeichnung das „Bundesgesetz über die Kontrolle zivil und militärisch verwendbarer Güter sowie besonderer militärischer Güter (Güterkontrollgesetz, GKG)“, regelt in der Schweiz die Exportkontrolle von militärischen und Dual-Use-Gütern sowie der Rüstungsgüter, die nicht dem Kriegsmaterialgesetz (KMG) oder dem Kernenergiegesetz (KEG) unterliegen. Mit dem GKG werden Entscheide internationaler Abkommen und nicht verbindlicher internationaler Kontrollmassnahmen (der internationalen Exportkontrollregimes) umgesetzt.

## Entstehung
Wie der Bundesrat in seiner Botschaft vom 15. Februar 1995 schreibt, haben «seit Mitte der 80er Jahre [...] die internationalen Bemühungen um Rüstungskontrolle und Abrüstung sowohl im Bereich der konventionellen Waffen als auch bei den Massenvernichtungswaffen zu substantiellen Ergebnissen geführt». Mit der Auflösung der Sowjetunion 1991 wurde international befürchtet, dass Massenvernichtungswaffen aus den Arsenalen der Sowjetarmee in die Hand von Terroristen oder diktatorischen Staaten gelangen. Es wurde daher das Bedürfnis nach Schutz gegen Proliferation stärker. Vor diesem Hintergrund wurden einerseits internationale Abkommen geschlossen, die dies verhindern sollten, und zusätzlich schlossen sich Staaten zusammen, um auf völkerrechtlich nicht verbindlicher Basis Kontrollmechanismen zu vereinbaren.
Die Schweiz hat sich solchen Abkommen und Mechanismen angeschlossen, woraus sich der Bedarf nach einer gesetzlichen Grundlage ergab, um solche Exportkontrollmaßnahmen durchführen zu können. Analog zur internationalen Diskussion erfolgte eine Ausdehnung der Exportkontrollen auf alle Rüstungs- und Dual-Use-Güter.
Die 1991 lancierte Volksinitiative für ein Verbot der Kriegsmaterialausfuhr hatte eine Diskussion ausgelöst, die auch zur Vorgeschichte des GKG gehört.
Im Februar 1995 legte der Bundesrat einen Entwurf für das GKG vor und im Dezember 1996 wurde das Gesetz durch den Nationalrat und den Ständerat verabschiedet. Das Gesetz löste die bis Ende 1995 gültige ABC-Verordnung ab.

## Internationale Abkommen und Vereinigungen
Die Schweiz ist folgenden internationalen Abkommen/Vereinigungen über die Exportkontrolle von Rüstungsgütern beigetreten:
- Australische Gruppe[5]
- Biowaffenkonvention[6]
- Chemiewaffenkonvention (kurz CWK; auch Chemiewaffenübereinkommen, CWÜ)[7]
- Internationale Atomenergie-Organisation[8]
- Missile Technology Control Regime[9] seit 1992
- Nuclear Suppliers Group[10]
- Vertrag über die Nichtverbreitung von Kernwaffen (NVV)[11]
- Wassenaar-Abkommen[12]
- Zangger-Komitee[13]

## Eidgenössische Volksinitiative für ein Verbot der Kriegsmaterialausfuhr
Die Volksinitiative wurde gestützt auf einen Beschluss des Parteitags der Sozialdemokratischen Partei der Schweiz (SPS) vom 2./3. März 1991 lanciert. Mit Verfügung vom 24. Dezember 1992 stellte die Bundeskanzlei fest, dass die Initiative mit 108762 gültigen Unterschriften formell zustande gekommen ist.
Der Kern des mit der Volksinitiative bezweckten Verbots war: Ausfuhr, Durchfuhr und Vermittlung von Kriegsmaterial und Dienstleistungen, die ausschliesslich kriegstechnischen Zwecken dienen, sowie dazu nötige Finanzierungsgeschäfte sind untersagt.
In seiner Botschaft zur Volksinitiative «für ein Verbot der Kriegsmaterialausfuhr» und zur Revision des Bundesgesetzes über das Kriegsmaterial vom 15. Februar 1995 hat der Bundesrat empfohlen, die Volksinitiative zu verwerfen, und hat gleichzeitig einen Entwurf für die Totalrevision des Bundesgesetzes über das Kriegsmaterial vorgelegt.
Die Ablehnung wurde u. a. wie folgt begründet: Die Initiative hätte bei einer Annahme nachteilige Folgen sowohl für die Landesverteidigung, für Schlüsselsektoren der Exportindustrie wie auch für die Rüstungsbetriebe des Bundes.
Die Eidgenössische Volksinitiative für ein Verbot der Kriegsmaterialausfuhr wurde am 8. Juni 1997 mit 77,5 Prozent der Stimmen abgelehnt.

## Die unterlassene Gesetzesrevision 2009
Schon in der Diskussion 1995 hatten Exporte der Pilatus Flugzeugwerke AG in Stans eine Rolle gespielt. Nachdem die Regierung des Tschad Pilatus-Flugzeuge gegen Flüchtlingslager in Darfur einsetzte, sah sich auch der Bundesrat am 20. Februar 2009 veranlasst, dem Parlament einen Entwurf für die Revision des GKG vorzulegen.
Der Bundesrat wollte die Ablehnungskriterien im Güterkontrollgesetz verschärfen. Er wollte den Export von Gütern verweigern, wenn wesentliche Interessen der Schweiz auf dem Spiel stehen. Ohne die Gesetzesrevision ist die Ablehnung einer Export-Bewilligung nur möglich, wenn das Empfängerland auf einer internationalen Embargo-Liste steht.
In der politischen Diskussion unterstützten die Grünen und die SP den Antrag des Bundesrates, während die bürgerliche Mehrheit eine Revision für überflüssig erklärte, da der Bundesrat bereits genügend Kompetenzen habe, um Exporte von Dual-Use-Gütern zu stoppen, wobei er sich allerdings auf das Notrecht berufen müsste.
Ständerat (10. September 2009) und Nationalrat (1. März 2010) haben beschlossen, den Antrag des Bundesrates abzulehnen, womit eine Revision des Gesetzes unterblieben ist.

## Verordnung über die Ausfuhr und Vermittlung von Gütern zur Internet- und Mobilfunküberwachung
Der Bundesrat hat am 25. November 2020 entschieden, dass per 1. Januar 2021 eine Änderung des Güterkontrollgesetzes in Kraft tritt. Die neue gesetzliche Grundlage ermöglicht es ihm, die Verordnung über die Ausfuhr und Vermittlung von Gütern zur Internet- und Mobilfunküberwachung zu erlassen. Die neue Verordnung trat ebenfalls per 1. Januar 2021 in Kraft und löst die geltende Verordnung vom 13. Mai 2015 ab. Die Vorlage wurde am 19. Juni 2020 von National- und Ständerat einstimmig angenommen.

## Relevanz
Gemäss Statistik «Entwicklung der Kriegsmaterialexporte 1983 – 2016» beliefen sich die Exporte von Kriegsmaterial im Jahr 2016 auf 411,9 Millionen Schweizer Franken, was 0,14 % der gesamten Exporte entspricht. Rekordjahre waren 2011 mit 872,7 Mio. CHF und 2019 mit rund 728 Mio. CHF.

## Zuständige Behörde
Zuständig für die Exportkontrollen und Ausfuhrbewilligungen ist innerhalb des Eidgenössischen Volkswirtschaftsdepartements (EVD) das Staatssekretariat für Wirtschaft (SECO) mit der Direktion für Aussenwirtschaft.